# Steven Tyler
Steven Victor Tallarico , bedre kendt som Steven Tyler, (født d. 26. marts 1948 i Yonkers, New York) er forsanger og sangskriver i det amerikanske rockband Aerosmith. Ydermere er han far til Liv Tyler og Mia Tyler.
Steven har italiensk og tysk blod i årerne fra sin fars side, og amerikansk og russiske aner fra sin mors side. Han er kendt for sit store smil, store læber og hans meget energiske præstationer på scenen, hvor han altid er klædt i farverige og vilde kostumer. De mange slør hængende fra sit mikrofonstativ er et legendarisk kendetegn ved Aerosmith's frontmand. Steven Tyler er opvokset i byen Yonkers i New York, og gik på Roosevelt High School.
Steven Tyler blev på et tidspunkt i 2010 meldt væk fra Aerosmith,[kilde mangler] men stridigheder blev begravet og en verdensturne blev arrangeret, som løb af stablen sommeren 2010. Steven Tyler har haft problemer med helbredet efter mange års sceneoptræden og flere uheld på scenen. Dette har medført, at han har måttet lade sig indlægge på en afvænningsklink for overforbrug af smertestillende piller. Han havde ellers været stoffri siden 1986, kort efter bandet fik deres store kommercielle comeback efter flere år udenfor hitlisterne.
Han har selv meldt sig i klar bedring og klar til yderligere koncerter med Aerosmith samt albumindspilninger.
Steven Tyler var i 2011-12 dommer på American Idol sammen med Randy Jackson og Jennifer Lopez i programmets 10.- og 11. sæson.